# Home Theatre Personal Computer
Home Theatre Personal Computer (HTPC), kallas Media Center av Microsoft, är fritt översatt ungefär hemmabiodator. En HTPC är i grund och botten ganska lik en vanlig dator, men med vissa utmärkande skillnader. En HTPC aspirerar på att vara underhållningsnavet i hemmet tillsammans med tv:n (som man för övrigt kan använda som skärm). HTPC används primärt för att spela musik, se på film (exempelvis från DVD-skivor) eller tv, spela in tv (ersätter en vanlig videobandspelare) eller lyssna på radio. Sekundära uppgifter kan vara sådant som man kanske gör med en "vanlig" dator, dvs. surfa på Internet, hantera e-post, spela spel etc.

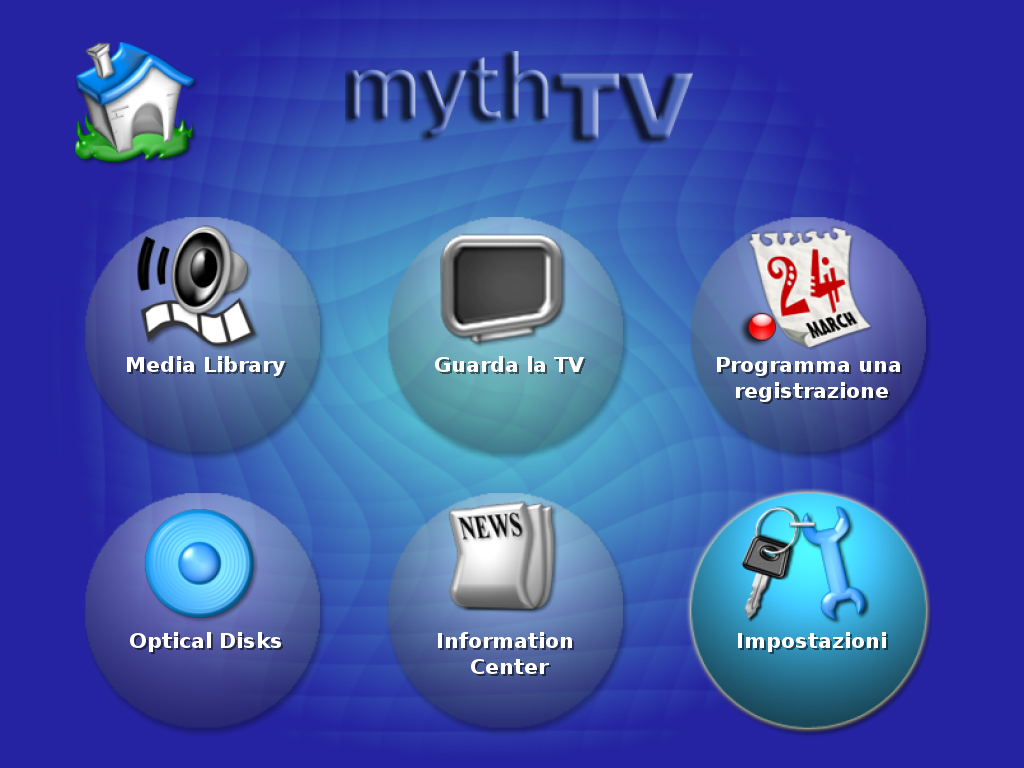
Skärmbild från MythTV(ita)

Själva lådan brukar vara liggande istället för stående och oftast tillverkad av ett något mer "exklusivt" material såsom aluminium eller liknande. Ganska ofta brukar lådorna också vara utrustade med en LCD-display för att kunna visa information om den musik som spelas eller film som visas. Utformningen är gjord så att lådan så enkelt som möjligt ska passa in bland övriga stereokomponenter i hemmet. Något som oftast nämns i HTPC-kretsar är att lådorna (eller egentligen hela HTPC-enheten) ska vara tysta. Man vill inte lyssna på ett "tröskverk" vars fläktar snurrar högljutt samtidigt som man tittar på en film eller lyssnar på musik.
Vidare är en HTPC oftast utrustad med ett TV-kort som ger möjligheten att visa och spela in tv-signaler via sin HTPC. Många av funktionerna som erbjuds med ett tv-kort liknar dem man hittar i det digitala tv-nätet. Eventuella inspelningar kan enkelt sparas på en ansluten hårddisk eller brännas på en DVD-skiva.
Operativsystemet som används i en HTPC är oftast något av dem som används i en vanlig dator, dock ibland i avskalade versioner. Speciella program som underlättar handhavandet av HTPC:n brukar ersätta standardgränssnittet. Olika versioner av såväl Windows som Linux brukar vara basen med program som Kodi, MediaPortal, eller Windows XP Media Center Edition. Under 2012 har det även börjat säljas olika minivarianter av HTPC med Android som operativsystem.